# Bobby Bowden
Pour les articles homonymes, voir Bowden.
Robert Cleckler Bowden dit Bobby Bowden, né le 8 novembre 1929 à Birmingham dans l'Alabama et mort le 8 août 2021, est un joueur et entraîneur américain de football américain universitaire. 
Il est connu pour être l'entraîneur-principal historique des Seminoles de Florida State entre 1976 et 2009. Avec plus de 400 victoires à la tête d'une équipe de football américain universitaire, il est l'un des entraîneurs les plus victorieux de l'histoire. Il a remporté deux titres de champions nationaux en 1993 et 1999. Il a été introduit au College Football Hall of Fame en 2006.